# 존 허시
존 리처드 허시(John Richard Hersey, 1914년 6월 17일 ~ 1993년 3월 24일)는 미국의 작가, 언론인이다. 스토리텔링 기법을 보도에 도입하는 뉴 저널리즘의 초기 인물로 꼽힌다. 1945년 《벨 포 아다노》(A Bell for Adano, 1944)로 퓰리처상 픽션 부문을 수상했으며, 허시가 1946년에 히로시마 원자폭탄 투하에 대해 저술한 《히로시마》(Hiroshima)는 1999년 뉴욕 대학교 언론학부의 36인 패널이 선정한 가장 훌륭한 20세기의 언론 저작물로 꼽혔다.